# Augustus fóruma
Augustus fóruma (vagy latinul Forum Augustum) épületegyüttes, császári fórum Róma városában. 
A Brutus és Cassius felett aratott győzelem emlékére született az egész fórum, mely ma a Piazza del Grillón helyezkedik el. Az egykor elhanyagolt Suburra-negyed falától Julius Caesar fórumáig húzódott. Területének felén ma a Via dei Fori Imperiali terül el, melyet Mussolini építtetett.  
A fórumhoz tartozott a Bosszúálló Mars temploma (vagy Mars Ultor temploma), melynek építésére Augustus a philippi csatában tett fogadalmat. A templomból a megrepedezett lépcsők és négy oszlop maradt fenn. Augustus idejében állt még itt egy óriási Mars-szobor is, mely feltűnően hasonlított a császárra magára. A területen ezenkívül egy másik Augustus-szobor is állt, Suburra fala előtt.  
A fórumot bekerítő fal exedrái nevezetes római hadvezérek és hódítók szobraival is dicsőítő felirataival (elogai) voltak ékesítve. 
A fórum teljes felépítése 40 évig tartott; a kerítésfalnak és a Mars Ultor templomának egy része még áll.